# For Freedom Museum
Het For Freedom Museum in Ramskapelle (Knokke-Heist) is een museum waarin aandacht wordt besteed aan de bevrijding van West-Vlaanderen en de Slag om de Schelde. Het werd officieel geopend op 25 april 2009 in aanwezigheid van Minister van Landsverdediging Pieter De Crem, Gouverneur van West-Vlaanderen Paul Breyne, burgemeester van Knokke-Heist Graaf Leopold Lippens, programmamaker Paul Jambers en vele andere prominenten.

## Historiek
Het For Freedom Museum is ondergebracht in een vroegere gemeenteschool, gebouwd in 1876. Tussen 2005 en 2007 kreeg het gebouw een volledige opknapbeurt. De binneninrichting is van de hand van kunstenaar Pierre Verbreyt die eerder musea in Normandië decoreerde. Dankzij de steun van het gemeentebestuur, de Europese overheid, het provinciebestuur West-Vlaanderen, Toerisme West-Vlaanderen en Paul Jambers kon men dit project realiseren. Ook de plaatselijke bevolking verleende steun bij de uitbouw.

## Collectie
De gebroeders Danny en Freddy Jones zijn zonen van wijlen Dennis Jones, een Brits soldaat die in Normandië vocht en in 1947 huwde met Georgette Nobus uit Duinbergen. Zijn trouwkostuum was de start van hun verzameling. Toen Canadese oud-strijders de Belgische kuststreek bezochten, werden hun verhalen neergeschreven. Freddy Jones organiseerde een tijdlang bustochten met Canadese veteranen doorheen de regio. Familieleden van Canadese soldaten schonken uniformen aan de broers met in hun achterhoofd de gedachte:

Stuur vaders uniform naar Fred Jones in België, hij gaat ooit een museum opzetten om ons verhaal te vertellen, waarom we bloedden en ons jong leven opofferden

Het museum toont aan de hand van een aantal diorama's de strijd die Canadese, Poolse en Britse soldaten vanaf september tot 3 november 1944 leverden om de regio te bevrijden van de bezetting door Nazi-Duitsland. De collectie bestaat uit de verzamelingen, bijeengebracht door Freddy Jones en Patrick Tierssoone, die bestaat uit uniformen en originele voertuigen. Om de militaire uniformen te presenteren werd er gekozen om met mannequins te werken. 30 jaar verzamelen resulteerde in een 100-tal van deze creaties. De meeste mannequins werden in de jaren twintig/ dertig van vorige eeuw uit was vervaardigd. Door hun glazen ogen en echte geïmplementeerde haren krijgen ze een unieke uitstraling. Wassen hoofden die soms in erbarmelijke toestand in het For Freedom museum toekomen, worden door conservator Freddy Jones en mannequinstyliste Jacqueline Bronneberg in ere hersteld. De volledige museumcollectie wordt ook aangevuld met opgegraven vliegtuigrestanten van de derde partner, Bahaat, een erkende vereniging van luchtvaartarcheologen.

## Galerij

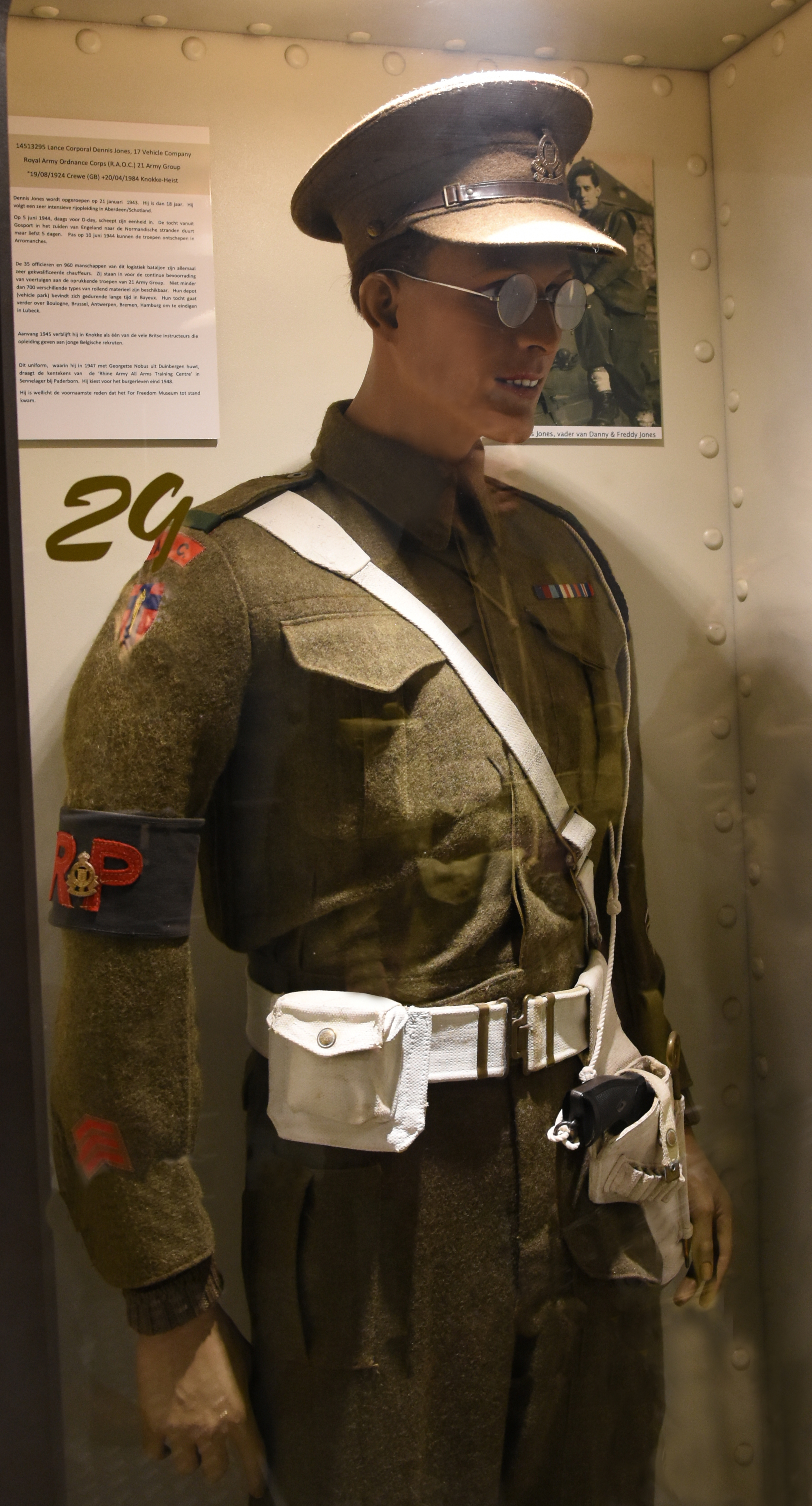
Dennis Jones in zijn trouwkostuum, de start van de collectie.
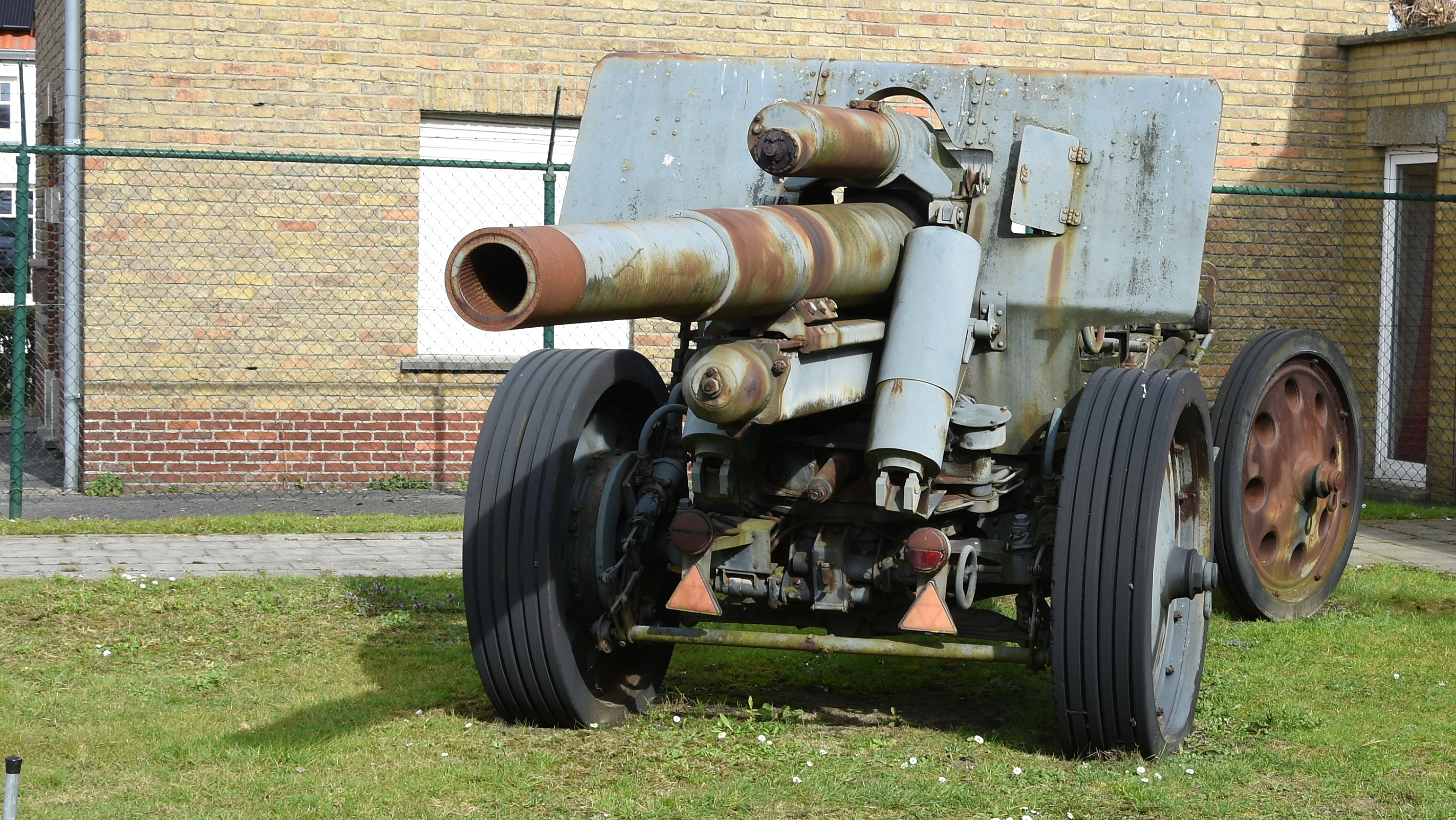
Duits 150 mm kanon
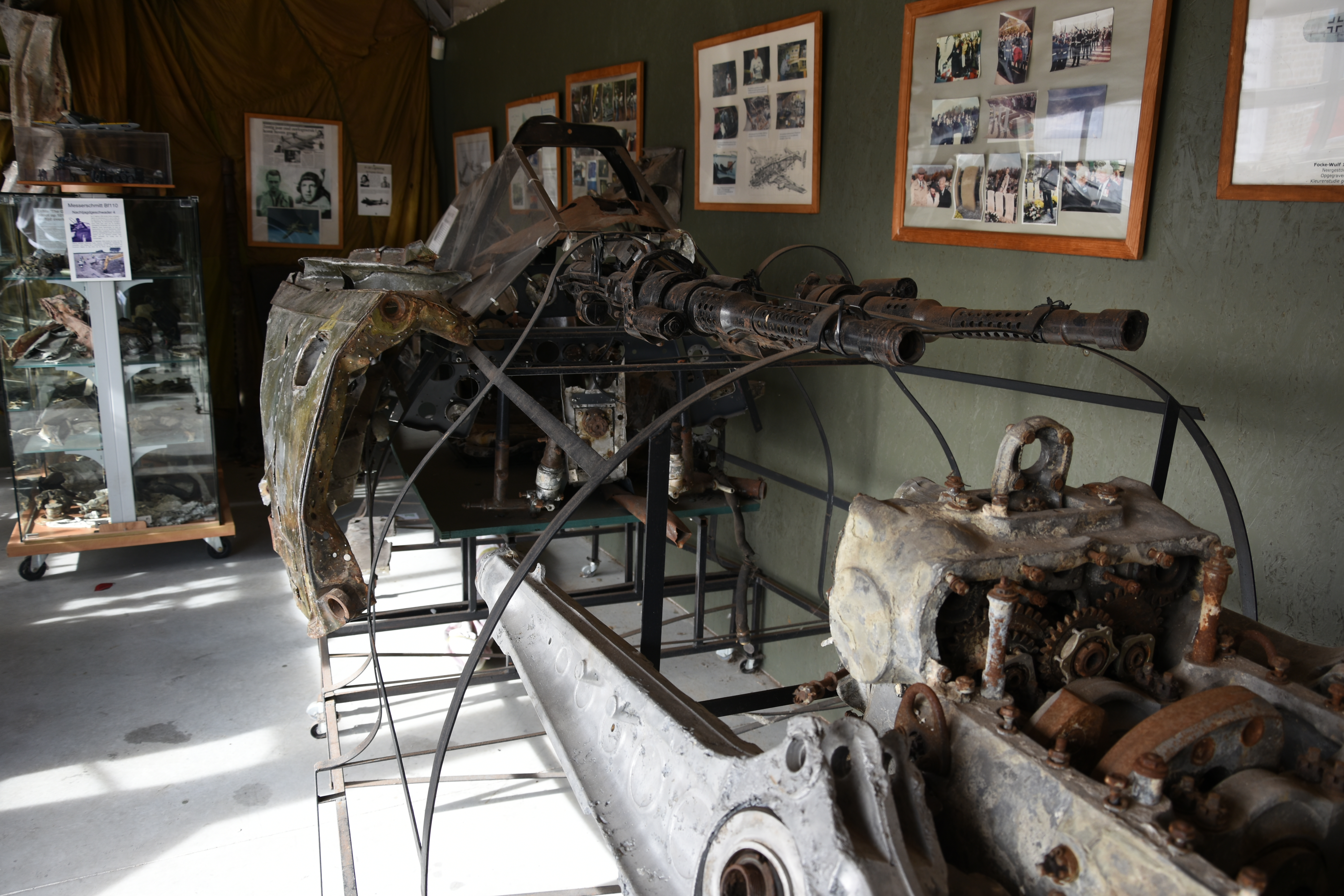
restanten van een Focke-Wulf 190D
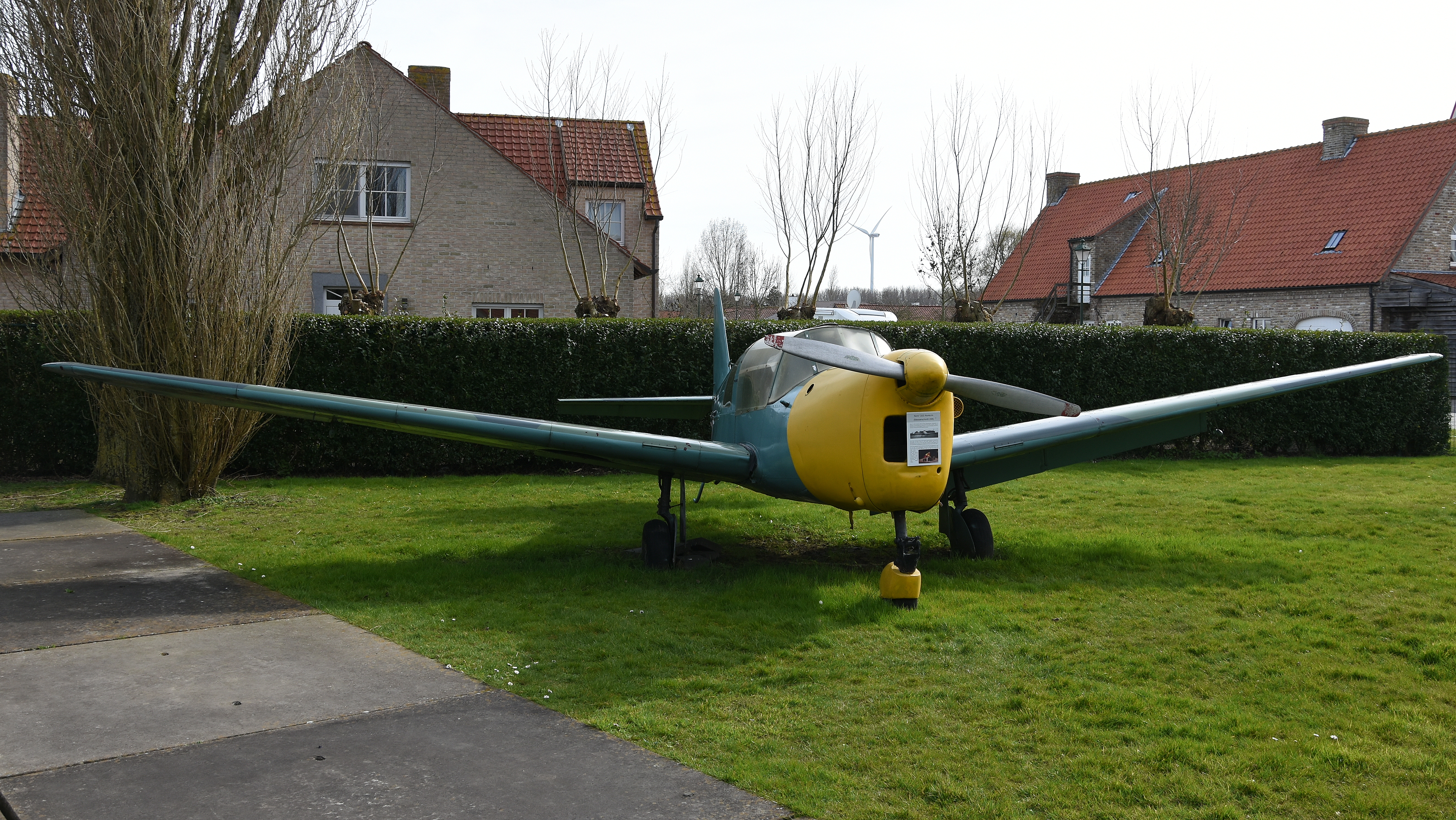
Nord 1203 Norécrin

## Trivia
Op 21 oktober 2020 kwam het museum in het programma "Andermans Zaken" op één, met als presentator stand-upcomedian en docent bedrijfseconomie Kamal Kharmach. De aflevering haalde een kleine 800.000 kijkers.